# Watertown (Dakota del Sur)
Watertown es una ciudad ubicada en el condado de Codington en el estado estadounidense de Dakota del Sur. En el Censo de 2010 tenía una población de 21.482 habitantes y una densidad poblacional de 331,31 personas por km².

## Geografía

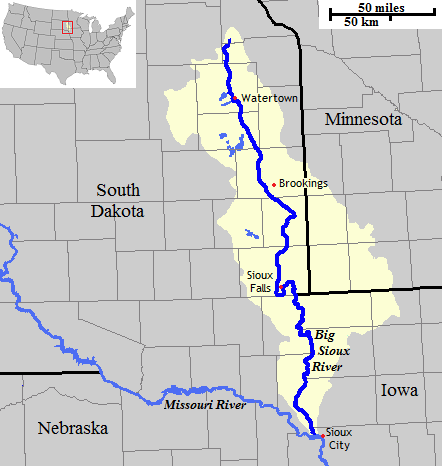
Mapa del río Big Sioux en el que aparece al norte Watertown

Watertown se encuentra ubicada en las coordenadas 44°54′32″N 97°9′22″O / 44.90889, -97.15611, al este del estado, a la orilla del río Big Sioux. Según la Oficina del Censo de los Estados Unidos, Watertown tiene una superficie total de 64.84 km², de la cual 45.18 km² corresponden a tierra firme y (30.31%) 19.66 km² es agua.

## Demografía
Según el censo de 2010, había 21.482 personas residiendo en Watertown. La densidad de población era de 331,31 hab./km². De los 21.482 habitantes, Watertown estaba compuesto por el 94.78% blancos, el 0.38% eran afroamericanos, el 2.37% eran amerindios, el 0.5% eran asiáticos, el 0% eran isleños del Pacífico, el 0.55% eran de otras razas y el 1.42% pertenecían a dos o más razas. Del total de la población el 1.61% eran hispanos o latinos de cualquier raza.